# Ошаните
 Тази статия е за селото в България.  За селото в Гърция вижте Ошин.  
Ошаните е село в Северна България. То се намира в община Трявна, област Габрово.

## География
Село Ошаните се намира в планински район.

## История
Селото е от времето на Димитър Ошанеца. Той е живял в това село и селото днес носи неговото име Ошани.
Сега се ползва предимно като вилно селище.

## Религии
Православно християнство. Селото няма църква.

## Личности
- Димитър Ошанеца

1. ↑  www.grao.bg